# Repeater
En repeater (eng.) er en radioinstallation, der gentager et radiosignal på en ny frekvens. Formålet er at forøge rækkevidden af det oprindelige signal. Nogle kalder det en relæstation. Anvendelsen kan være som mellemstation i en radiokæde, hvor et signal sendes fra repeater til repeater på sin vej gennem landet.
En anden anvendelse er til geografisk udvidelse af et radionet. Normale kommunikationsradioer sender og modtager på samme frekvens, så alle kan høre alle på den pågældende kanal. Her kan en repeater ikke bruges, da den så skal sende på samme frekvens som modtagefrekvensen, og dermed vil den blokere sig selv. 
I stedet indretter man radioerne til at de sender på én frekvens (f.eks. kanal A) og modtager på en anden (f.eks. kanal B). Så kan repeateren modtage kanal A og sende på kanal B. Nu kan alle radioer igen høre hinanden, og rækkevidden er gjort mindst dobbelt så stor. En fornuftig geografisk placering af repeater og antenne kan yderligere forøge rækkevidden.
En repeater må så have 2 antenner, da den ikke kan tåle at sende ind i sin egen modtager. Man kan nøjes med kun en antenne, hvis man indsætter et duplexfilter, der adskiller de 2 signaler.
På nogle radionet har man flere andre funktioner tilknyttet repeatere, f.eks. adgang til telefonnettet.

## Repeater til forstækning af mobilsignal
Krav til brug af repeatere til forstærkning af mobilsignal er nærmere beskrevet under GSM-repeater.